# Цветной проезд (Новосибирск)
Цветно́й проезд — улица в Верхней зоне Новосибирского Академгородка (Советский район). Начинается от улицы Ильича, сначала пролегает перпендикулярно этой улице (~ 93 м), затем поворачивает под прямым углом и располагается по отношению к ней параллельно (~ 687 м). Заканчивается, примыкая к Весеннему проезду. Чётная сторона проезда образована административными зданиями, нечётную сторону формируют жилые четырёхэтажные хрущёвки типа I-464.

## Памятники
В небольшом сквере возле дома культуры «Академия» (между Цветным проездом и улицей Ильича) находится памятник «Вальс Победы».

## Примечательные здания

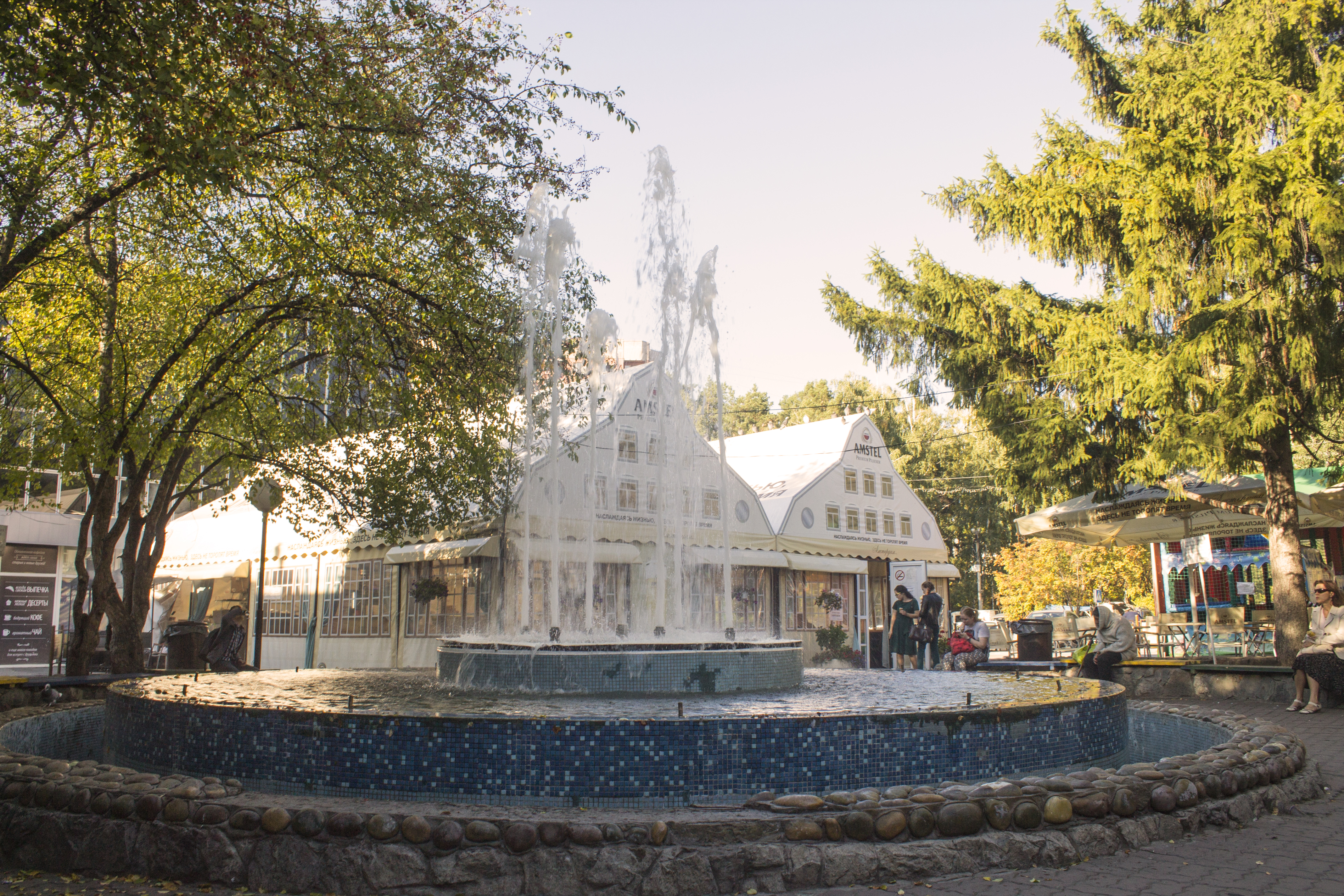

- Торговый центр Академгородка — общественно-торговый комплекс, построенный в 1964 году. Расположен между домом культуры «Академия» и гостиницей «Золотая долина». В полуоткрытом дворике здания по улице Ильича имеется фонтан[2].

- Гостиница Золотая долина — восьмиэтажное здание, сооружённое в 1966 году. Окружёна с трёх сторон улицей Ильича, Цветным и Весенним проездами. Главным фасадом обращена к Весеннему проезду. К заднему фасаду гостиницы пристроено двухэтажное административное здание[3].

- ДК «Академия» — дом культуры. В здании находится кинотеатр с одноимённым названием и ряд других организаций.

Все вышеперечисленные объекты расположены между улицей Ильича и Цветным проездом и выходят на красную линию проезда тыльной стороной (гостиница «Золотая долина» повёрнута к Цветному проезду боковым фасадом).
На доме по адресу Цветной проезд, д. 23, расположена памятная доска Н. Д. Спириной, жившей в этом доме.

## Организации
Образовательные учреждения

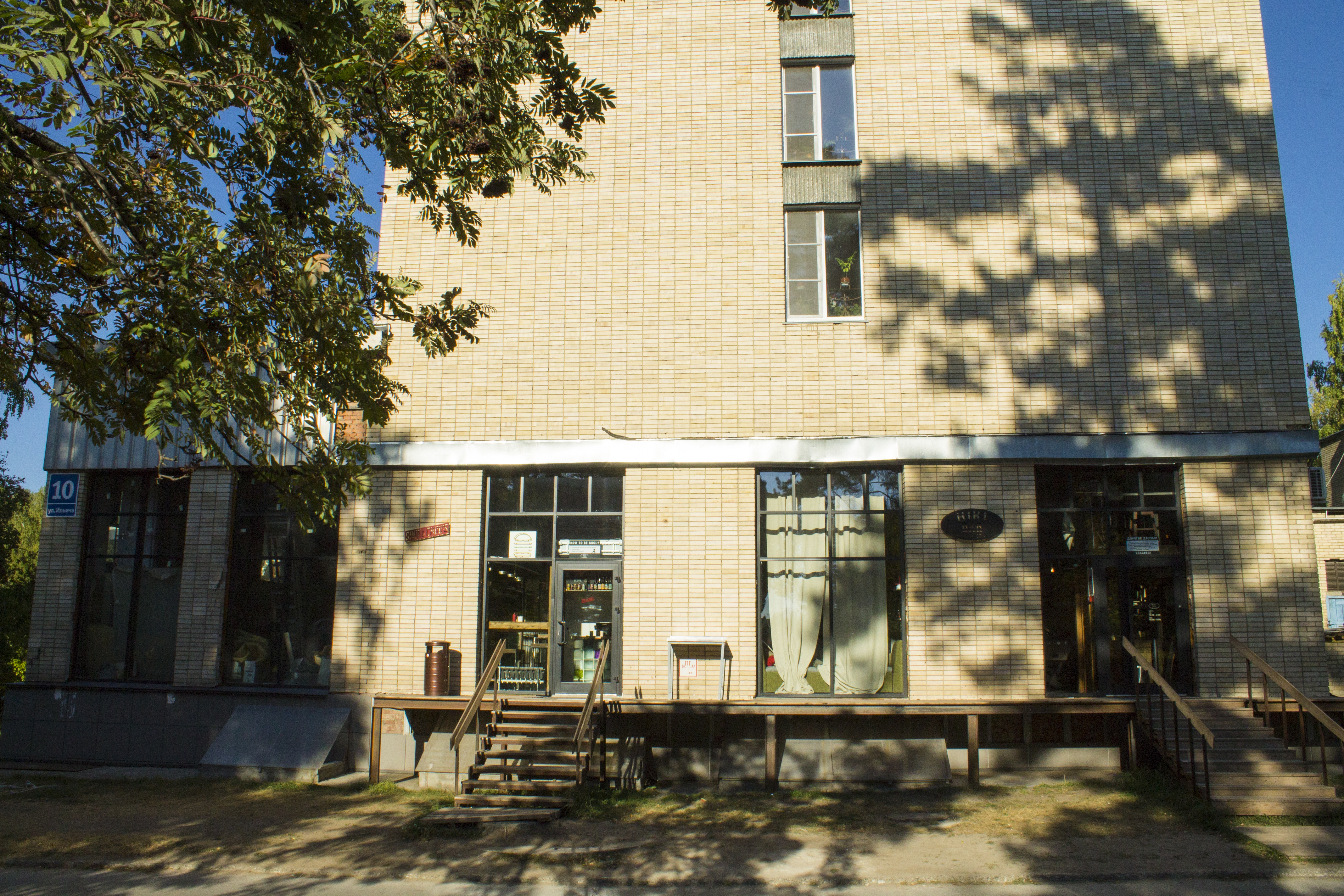

- Средняя общеобразовательная школа № 162 с углубленным изучением французского языка
- Юнион, частная школа

### Научные учреждения
д. 3 — Лаборатория экологического воспитания, Институт цитологии и генетики СО РАН
Кафе
- Восток-Запад, кофейня-кондитерская
- В 2015 году был реконструирован ресторан гостиницы «Золота долина» и другие помещения цокольного этажа гостиницы, превращённые после этого в кафе.

Другое
- Тхэквондо, спортивная секция

## Галерея

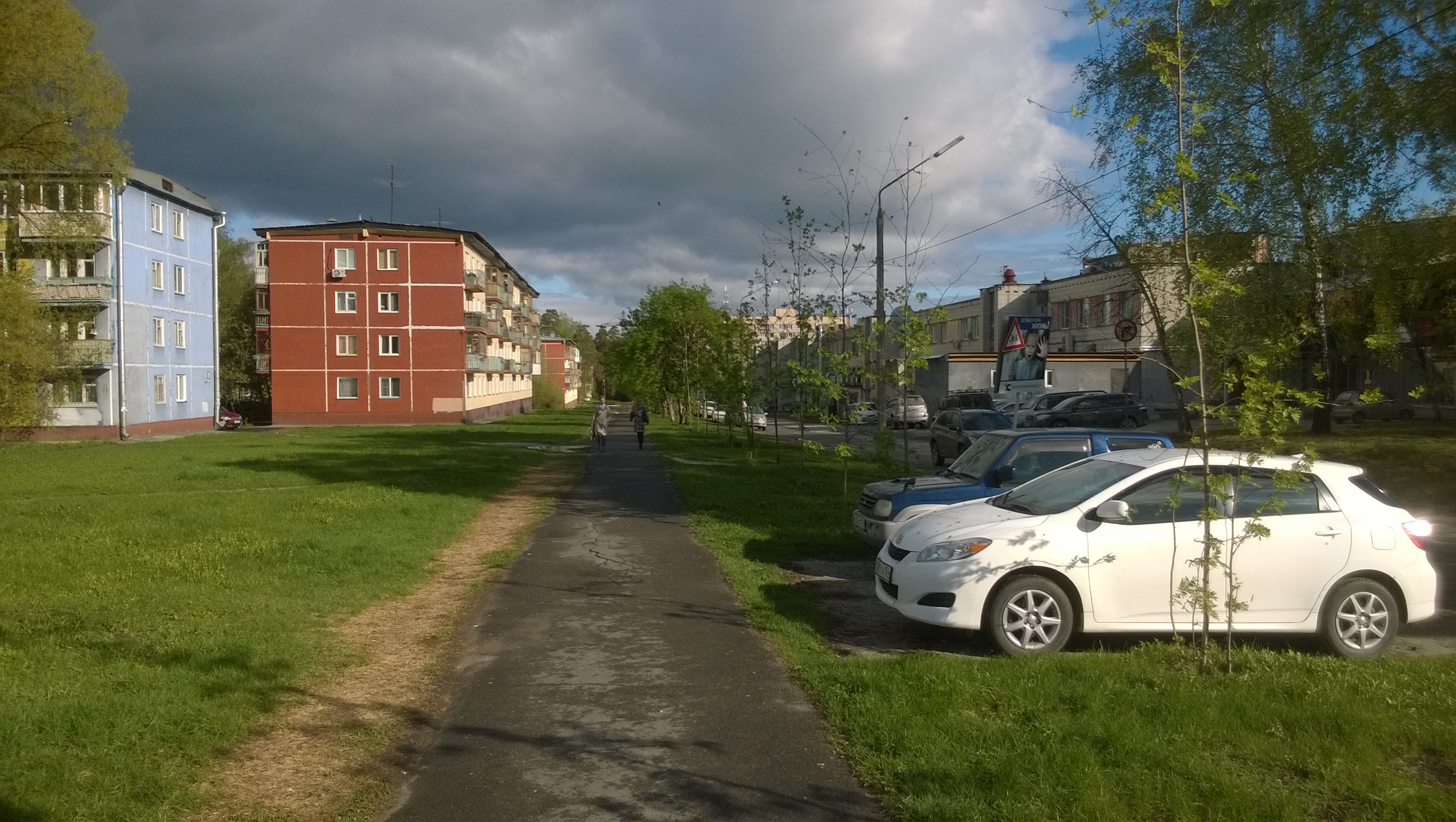
Цветной проезд в районе ДК Академия
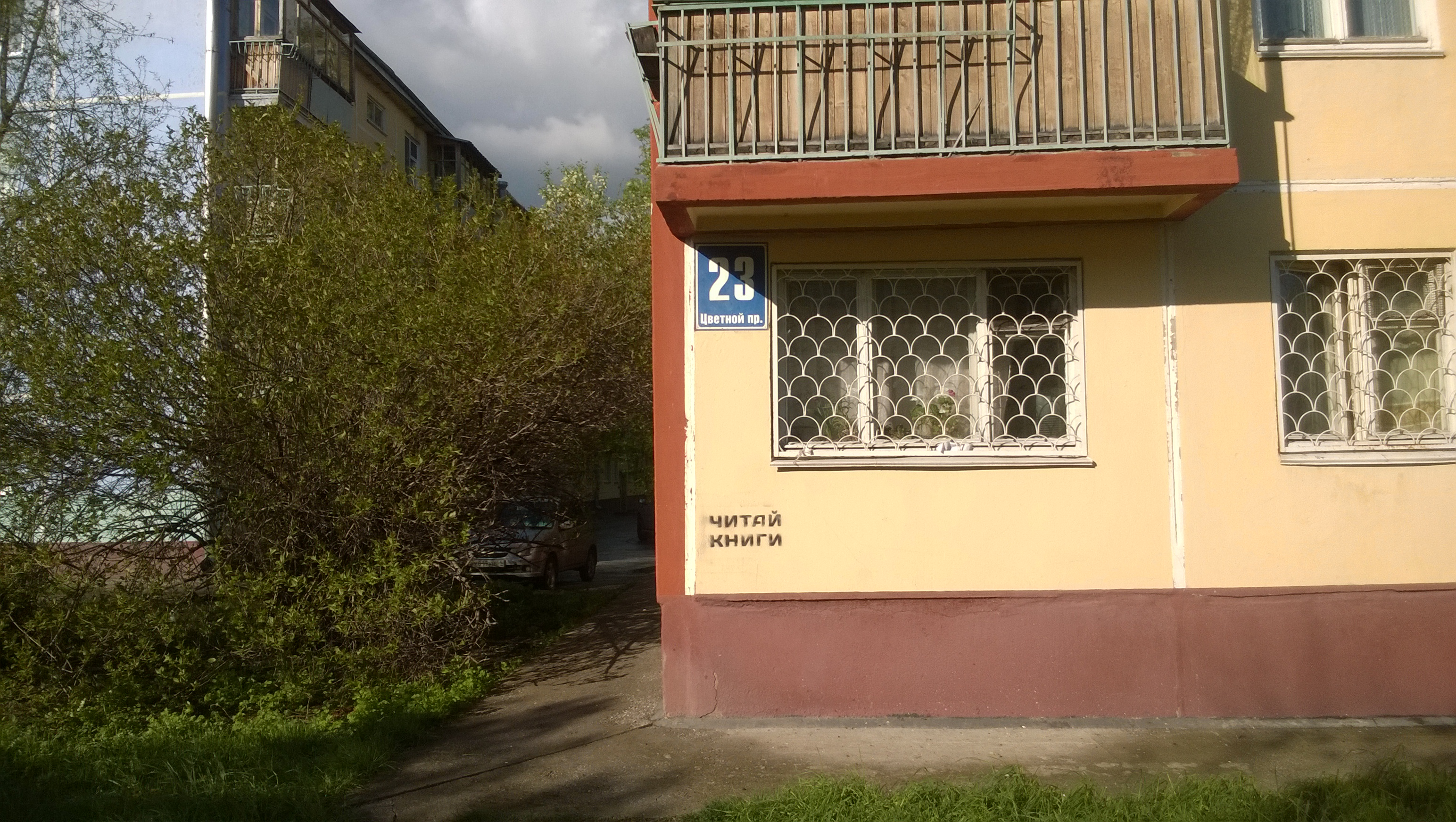
Цветной проезд 23
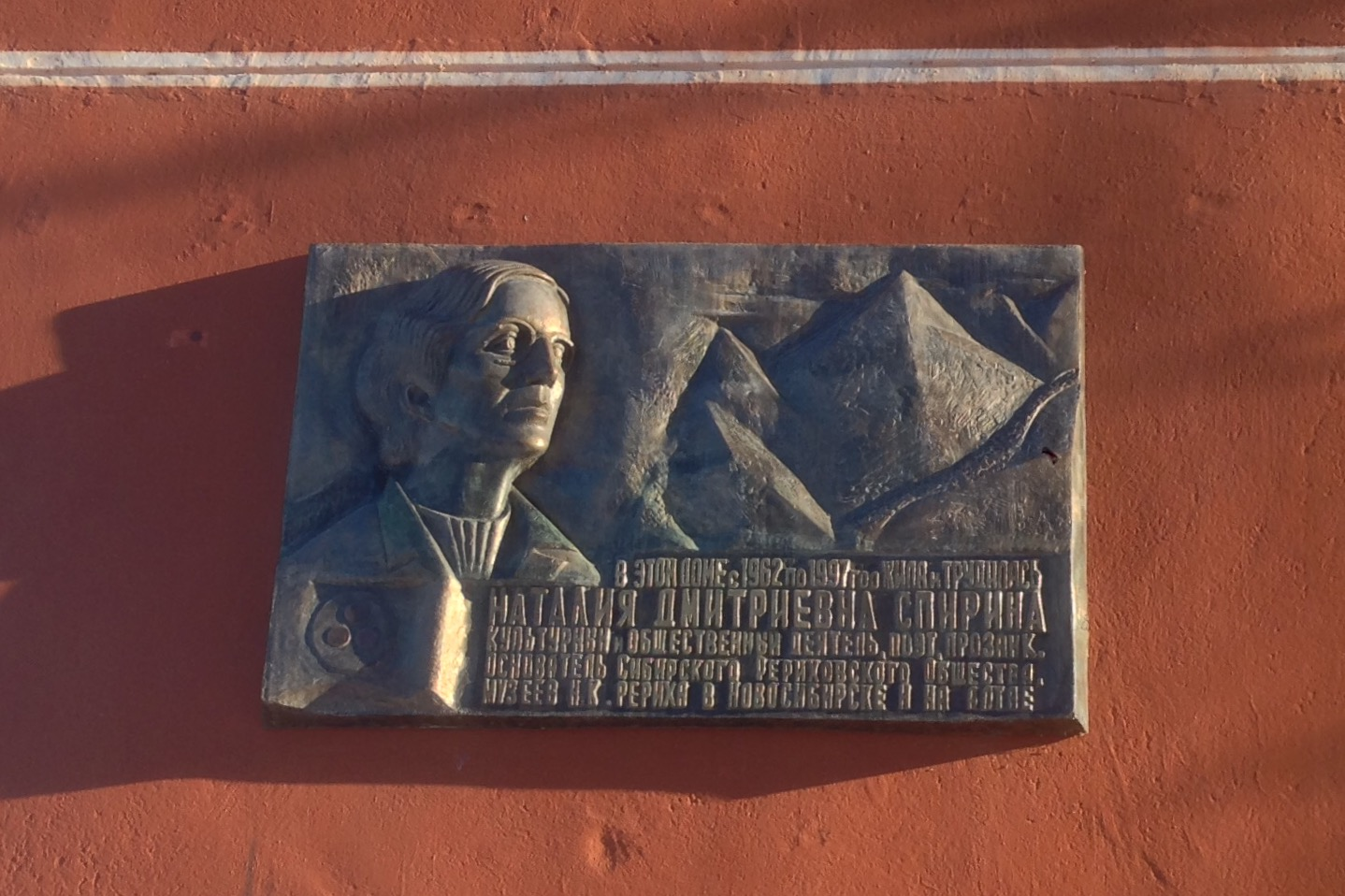
Памятная доска Н. Д. Спириной
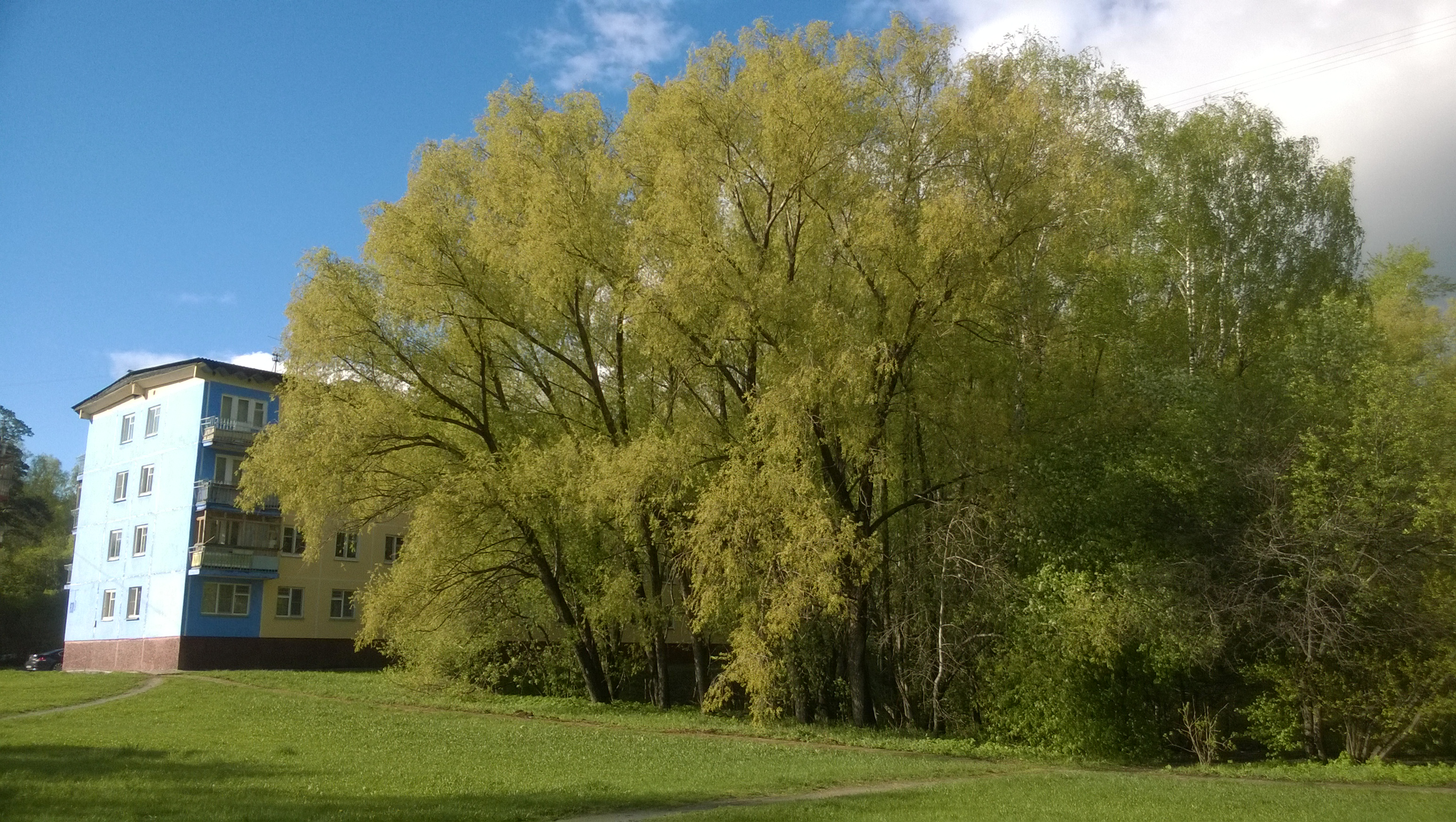
Лесной массив
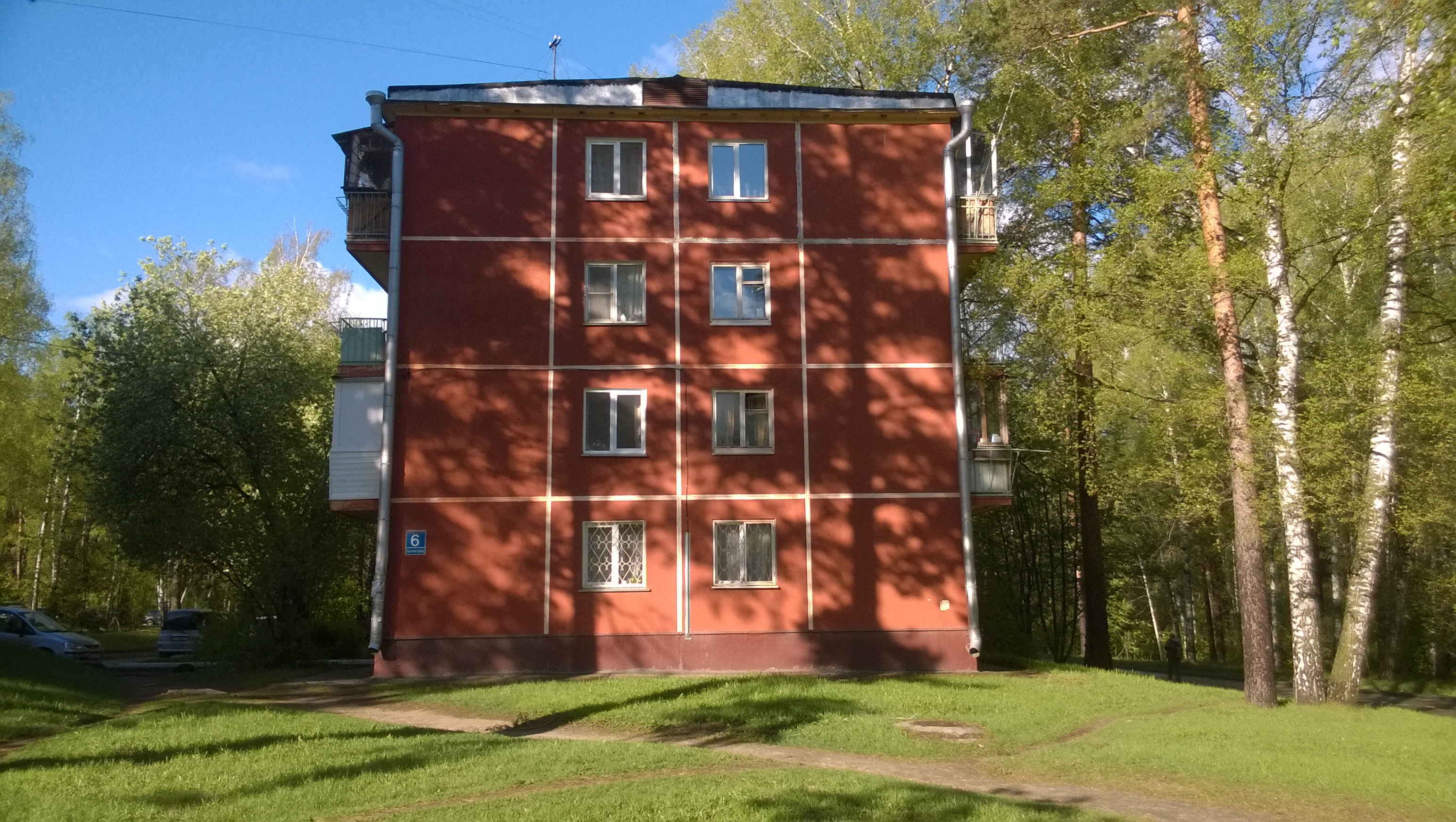
Угловой дом Весенний проезд 6